# 前563年
| 千纪： | 前1千纪 |
| 世纪： | 前7世纪 \| 前6世纪 \| 前5世纪 |
| 年代： | 前590年代 \| 前580年代 \| 前570年代 \| 前560年代 \| 前550年代 \| 前540年代 \| 前530年代 |
| 年份： | 前568年 \| 前567年 \| 前566年 \| 前565年 \| 前564年 \| 前563年 \| 前562年 \| 前561年 \| 前560年 \| 前559年 \| 前558年                                                                          |
| 纪年： | 周灵王九年 魯襄公十年 齐灵公十九年 晋悼公十年 秦景公十四年 宋平公十三年 楚共王二十八年 卫献公十四年 陈哀公六年 蔡景侯二十九年 曹成公十五年 郑简公三年 燕武公十一年 吴王寿梦二十三年 杞孝公四年 |

## 大事记
- 晋国攻击偪阳国。
- 楚国攻击宋国，衞國就宋，国都空虚，郑国攻衞。
- 晋国攻击郑国。
- 郑国子驷试图变革。

## 出生
- 释迦牟尼，佛教奠基人，可能出生于前563年（逝世前483年）

## 逝世
- 子驷，中国春秋时代郑国相